# 794
794(칠백구십사)는 793보다 크고 795보다 작은 자연수다.

## 수학
- 합성수로, 그 약수는 1, 2, 397, 794다. 진약수의 합은 400이므로, 794는 부족수다.
- {\displaystyle 794=13^{2}+25^{2}}
  - 연속하는 두 개의 중심있는 사각수의 제곱합으로 나타낼 수 있으며, 이 성질을 지닌 앞의 수는 194, 다음 수는 2306이다.

## 과학
- NGC 794: 양자리 방향에 있는 은하.
- 794 이레네아(영어판): 소행성.

## 교통
- 주간고속도로 제794호선(영어판): 미국의 주간고속도로 노선으로, 주간고속도로 제94호선의 지선 노선.

## 군사
- 794 해군 항공대(영어판): 과거 존재한 영국의 해군 항공대.
- LST-794(영어판): 제2차 세계 대전에 사용된 미국의 전차상륙함.
- U-794(영어판): 제2차 세계 대전에 사용된 나치 독일의 군용 잠수함.

## 문화유산
- 대한민국의 보물 제794호: 예산 화전리 석조사면불상

## 기타
- 연도: 794년, 기원전 794년